# Ana Ambrazienė
Ana Ambrazienė (Vilnius, 14 aprile 1955 – Vilnius, 12 febbraio 2025) è stata un'ostacolista e velocista lituana, fino al 1989 sovietica.

## Palmarès[1]

### Mondiali
- 1 medaglia:
  - 1 argento (Helsinki 1983 nei 400 m ostacoli)

### Universiadi
- 2 medaglie:
  - 2 ori (Bucarest 1981 nei 400 m ostacoli; Bucarest 1981 nella staffetta 4×400 m)